# 乾安镇
乾安镇，是中华人民共和国吉林省松原市乾安县下辖的一个行政建制镇。
2005年，乾安县乡镇合并。并入的鳞字乡更名为鳞字特色农业园区。

## 行政区划
乾安镇下辖以下地区：
民字村、王字村、翔字村、鳞字村、称字村、潜字村、归字村、宾字村和陶字村。